# 穆氏副獅子魚
穆氏副獅子鱼，为輻鰭魚綱鮋形目杜父魚亞目狮子鱼科的其中一種。分布於東南太平洋區的智利海域，屬深海底棲性魚類，棲息在水深800公尺的海域，生活習性不明。